# サッカーにおけるイングランドとスコットランドのライバル関係
この項では、サッカーにおけるイングランドとスコットランドのライバル関係について、特にイングランド代表とスコットランド代表の関係について記述する。
国（地域）代表における世界最古の国際親善試合は、1872年にグラスゴーで行われたイングランド代表対スコットランド代表の試合である。両国のライバル意識の形成にはブリテン島の歴史が大きく関係しており、1世紀に渡る対抗意識の社会的・文化的影響、また両国の対立が、両者の対戦に激烈な性格を与えた。スコットランドのナショナリズムもまた、スコットランド人のイングランド撃破に対する欲求の要因となっており、スコットランドのスポーツジャーナリストは伝統的にイングランドのことを「積年のライバル」(Auld Enemy)と表現する。しかし、両者のライバル意識は1970年代に低下し、特に毎年行われていた定期戦が終了した1989年以降はライバル意識の薄れが顕著である。イングランドはドイツ代表やアルゼンチン代表にもライバル意識を抱いており、今日では歴史的なライバルであるスコットランドよりも彼らの方が重要なライバルとされている。BBCは、「初めての対戦が行われて以来、全ての試合が良い試合であり、また悪い試合でもある」と指摘している。ガーディアン紙はかつて「非常に多くの選手・監督が両国国境を通過しているため、この対戦は『ライバルからの深遠なる勝利の可能性』を象徴している」と報じた。2008年11月までに110回の対戦が行われており、イングランドが45勝、スコットランドが41勝、引き分けが24試合である。

## 歴史

### ライバル関係の背景

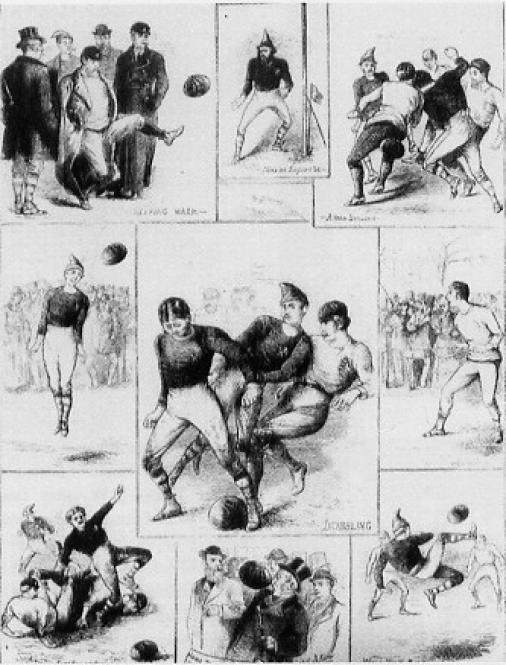
1872年にハミルトン・クレセントで行われた初対戦のイラスト

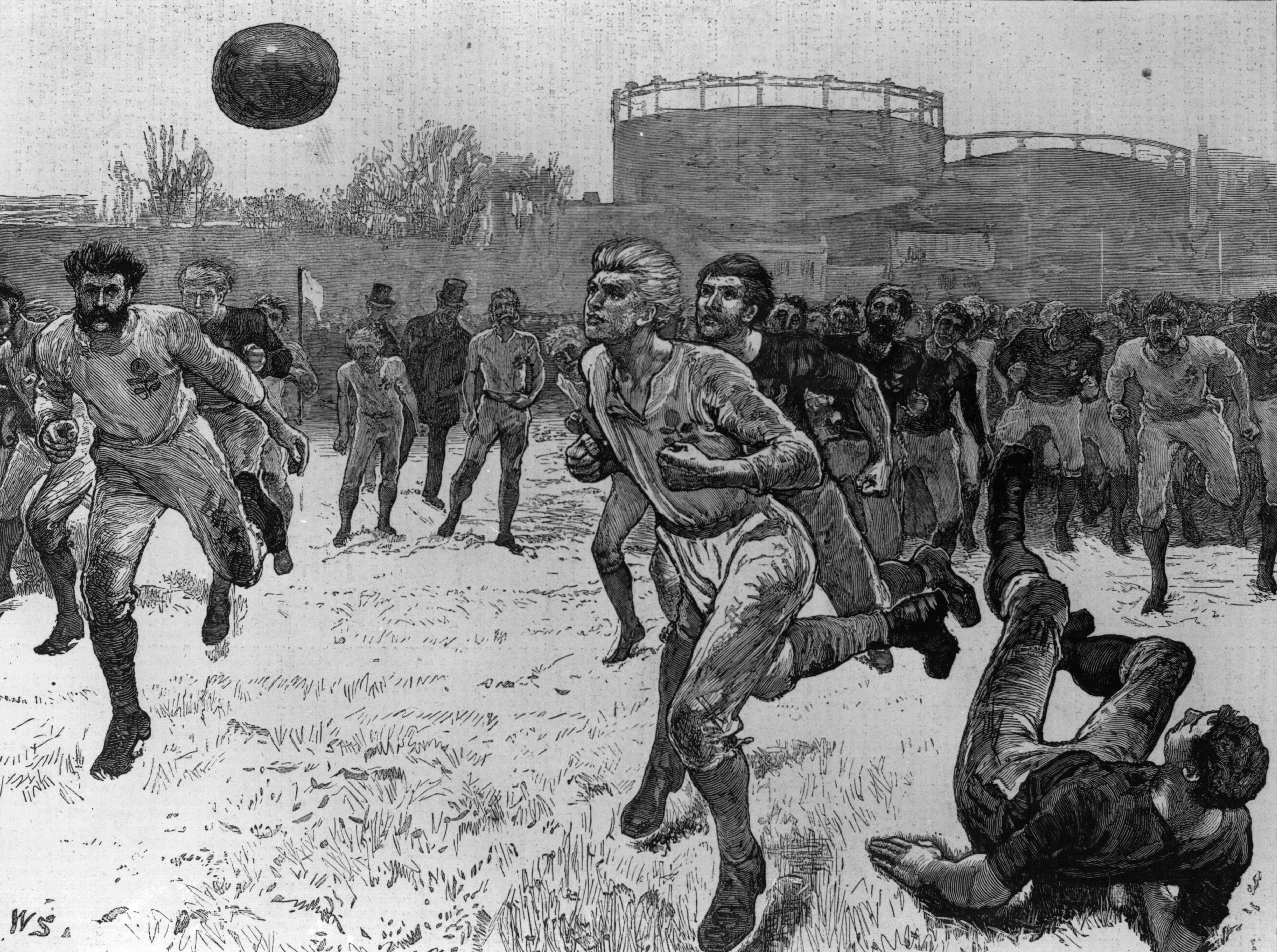
スコットランド代表対イングランド代表のイラスト

1863年、フットボール・アソシエーション(FA) によってサッカーのルールが取り決められて形式化された。1870年までに、FAで秘書を務めていたチャールズ・ウィリアム・アルコックはグラスゴー・ヘラルド紙を含むスコットランドの各新聞に、スコットランド対イングランドの国際試合の選手募集広告を掲載した。しかし、「アソシエーションルールの信奉者はスコットランドの鋼の前では敵兵に値しない」というスコットランドの公衆からの反応もあった。アルコック会長はこれらの試合でプレーする権利を「ツイード川（イングランド-スコットランドの国境を流れる川）の北側にいるか南側にいるかに限らず、すべてのスコットランド人選手に開かれている」と強調したが、実際にはスコットランド代表選手の全員がイングランドに居住するスコットランド人で構成された。1870年と1871年の対戦は国際サッカー連盟(FIFA)から正式に認知されているわけではないが、スコッツマン紙は「国際試合」と表現し、グラスゴー・ヘラルド紙は「真の国際サッカー試合」と表現した。この2試合はただ「世界で初めて行なわれたサッカーの国際試合」だっただけではなく、チーム戦術が例証された試合でもあった。例えば、1870年11月19日の試合の観衆は、この試合を「多くの連携プレーが見られた試合」とみなしており、1871年2月25日の試合に出場した選手（アルコックを含む）は「ゴールを生むために選手が協力していた」と記している。
| スコットランド勝利 | 引き分け | イングランド勝利 |
| 1870年から1872年に行われたイングランドとスコットランドの試合結果 | 1870年から1872年に行われたイングランドとスコットランドの試合結果 | 1870年から1872年に行われたイングランドとスコットランドの試合結果 | 1870年から1872年に行われたイングランドとスコットランドの試合結果 | 1870年から1872年に行われたイングランドとスコットランドの試合結果 | 1870年から1872年に行われたイングランドとスコットランドの試合結果 |
| 日付                                                             | 場所                                                             | ホームチーム                                                     | スコア                                                           | アウェーチーム                                                   | 大会                                                             |
| ---------------------------------------------------------------- | ---------------------------------------------------------------- | ---------------------------------------------------------------- | ---------------------------------------------------------------- | ---------------------------------------------------------------- | ---------------------------------------------------------------- |
| 1870年3月5日                                                     | ロンドン, ジ・オーバル                                           | イングランド                                                     | 1–1                                                              | スコットランド                                                   | 親善試合                                                         |
| 1870年11月19日                                                   | ロンドン, ジ・オーバル                                           | イングランド                                                     | 1–0                                                              | スコットランド                                                   | 親善試合                                                         |
| 1871年2月25日                                                    | ロンドン, ジ・オーバル                                           | イングランド                                                     | 1–1                                                              | スコットランド                                                   | 親善試合                                                         |
| 1871年11月17日                                                   | ロンドン, ジ・オーバル                                           | イングランド                                                     | 2–1                                                              | スコットランド                                                   | 親善試合                                                         |
| 1872年2月24日                                                    | ロンドン, ジ・オーバル                                           | イングランド                                                     | 1–0                                                              | スコットランド                                                   | 親善試合                                                         |

1872年10月3日にFAによって記された覚え書きには、「スコットランドにおけるサッカーのさらなる発展のため、（イングランドは）本シーズン中にグラスゴーにチームを送ってスコットランド代表と対戦すべきと決定された」ことが記されている。1872年12月2日のスコッツマン紙によれば、当時のスコットランドに存在するサッカークラブは約10クラブだけだった。この時期の国際試合はスコットランドのサッカー人口増加に貢献した。国際サッカー連盟(FIFA)によって認められている初の国際試合は1872年11月30日、スコットランドの祝日であるセント・アンドルーズ・デイに、西スコットランドクリケットクラブのホームスタジアムであるパルティック地区のハミルトン・クレセントで行なわれた。当時のスコットランドでもっとも成功を収めていたクイーンズ・パークFCの選手がそのままスコットランド代表となった。入場料は1シリングであり、4,000人が観戦した試合はスコアレスドローに終わった。1873年3月8日、今度はイングランドで対戦が行なわれ、イングランドのアレクサンダー・ボンサーが国際試合における初得点を記録し、イングランドが4-2で勝利した。この試合以後、スコットランドとイングランドの対戦は年1回の定期戦となり、両国で交互に開催された。1874年の試合は再びハミルトン・クレセントで行なわれ、2-1で勝利したスコットランドが初勝利を記録した。1870年代後半にはスコットランドが3連勝し、特に1878年の試合では7-2で大勝した。

### 有名な試合と定期戦
1872年に最初の対戦が行なわれて以来、1989年まで（第一次世界大戦と第二次世界大戦中は除く）毎年春に定期戦を行なっていた。1884年から1984年までは、ブリティッシュ・ホーム・チャンピオンシップの最後を締めくくる試合だった。同大会は1950 FIFAワールドカップ、1954 FIFAワールドカップ、UEFA欧州選手権1968の際に予選の一部として行なわれた。毎年1試合の開催だったが、スコットランドサッカー協会の創立100周年記念親善試合が行なわれた1973年は、ブリティッシュ・ホーム・チャンピオンシップと合わせて2試合の対戦が行なわれた。1984年に同大会が廃止されると、1989年まではロウズ・カップの一部として定期戦が行なわれた。

#### 1928年の対戦
1928年にウェンブリーで行われた試合にはスコットランドが5-1で勝利し、スコットランドの出場選手が「ウェンブリーの魔法使いたち」 と称されるとともに、この試合は今日まで神話として語り継がれている。スコットランドとイングランドはブリティッシュ・ホーム・チャンピオンシップで支配的な成績を収めていたが、この年の大会では互いにアイルランドとウェールズに敗れており、最下位決定戦という意味合いも持っていた。スコットランド勝利の結果、イングランドは大会史上2度目の単独最下位となった。
試合詳細
| 1928年3月31日 12:30 |

| イングランド | 1–5 | スコットランド                                     |
| ケリー 89分  |     | ジャクソン 3分, 65分, 85分 · ジェイムズ 44分, 74分 |

| ロンドン, ウェンブリー 観客数: 80,868 主審: ウィリアム・ベル |

#### 1961年の対戦
1961年の試合はイングランドが9-3で勝利した。両者の対戦での最大得点差記録を更新し、スコットランドにとって不名誉な試合となった。キーパーのフランク・ハフェイは後にオーストラリアへの移住を決断しているが、この試合での低調なプレーも理由のひとつである。ハフェイのプレーぶりの酷さは、イングランドにおいて「スコットランドのキーパーは質が低い」という固定観念を生んだ。
試合詳細
| 1961年4月15日 |

| イングランド                                                                                         | 9–3 | スコットランド                              |
| ロブソン 9分 · グリーブズ 21分, 30分, 83分 · ダグラス 55分 · スミス 73分, 85分 · ヘインズ 78分, 82分 |     | マッカイ 48分 · ウィルソン 53分 · キン 75分 |

| ロンドン, ウェンブリー 観客数: 97,350 主審: Marcel Lequesne |

#### 1967年の対戦
1967年の対戦はUEFA欧州選手権1968予選の一部として行われたが、この試合はスコットランドにとって、イングランド戦でのもっとも有名な勝利となった。イングランドは前年に1966 FIFAワールドカップで優勝しており、このスコットランド戦まで19戦無敗を続けていた。試合序盤にはイングランドのジャック・チャールトンが負傷したが、アルフ・ラムジー監督は規則に阻まれてJ・チャールトンを交代させられず、不慣れなセンターフォワードでプレーさせざるを得なかった。27分にスコットランドのデニス・ローが先制点を挙げ、78分にはボビー・レノックスが追加点を決めた。84分にはJ・チャールトンが1点を返したが、すぐにスコットランドのジム・マカリオグが再び2点差とする得点を挙げた。ジェフ・ハーストの得点でイングランドが再び1点差に詰め寄ったが、スコットランドが3-2で勝利した。試合終盤にはスコットランドのジム・バクスターがキーピー・ヤッピー（ボールを地面に落とさずに保持し続けること）を見せた。イングランドは他会場の結果によりUEFA欧州選手権1968本大会出場権を獲得したが、試合後、スコットランドのファンは自らが非公式サッカー世界王者であると冗談めかして主張した。ロー、バクスター、ビリー・ブレムナーなどが所属するセルティックFCは1ヶ月後にUEFAチャンピオンズカップ優勝を果たした。
試合詳細
| 1967年4月15日 |

| イングランド                         | 2–3 | スコットランド                                |
| J・チャールトン 84分 · ハースト 88分 |     | ロー 27分 · レノックス 78分 · マカリオグ 87分 |

| ロンドン, ウェンブリー 観客数: 99,063 主審: Gerhard Schulenburg |

#### 1977年の対戦
1977年の対戦はスコットランドのアリー・マクラウド新監督にとっての初采配試合だった。42分、左サイドからのフリーキックにゴードン・マックィーンがヘディングで合わせ、スコットランドが先制点を挙げた。60分にはケニー・ダルグリッシュがリードを2点に広げ、イングランドの反撃はPKによる1点にとどまった。スコットランド国内では1978 FIFAワールドカップに向けて楽観的な雰囲気が作り出され、イングランドにとってはロン・デイヴィス監督の退任を早めた。試合後にはスコットランドサポーターたちがピッチ内に乱入し、芝を引き剥がしたりゴールポストを破壊したことから、イギリスにおけるフーリガニズムの認知に貢献した。
試合詳細
| 1977年6月4日 |

| イングランド         | 1–2 | スコットランド                          |
| シャノン 87分 (pen.) |     | マックィーン 42分 · ダルグリッシュ 60分 |

| ロンドン, ウェンブリー 観客数: 98,103 主審: Károly Palotai |

### 定期戦終了後

#### EURO 1996
UEFA欧州選手権1996のグループリーグ組み分け抽選では、欧州サッカー連盟(UEFA)が2国を計画的に別組に組み分けるという噂も報じられたが、イングランドとスコットランドは同組となった。本大会がイングランドで開催され、なおかつ過去7年間で初めての対戦となるため、組み分け抽選後には多くの論評や期待が寄せられ、試合のチケットは抽選会から2日間で完売した。同グループにはスイス代表とオランダ代表も組み入れられた。グループリーグでの両者の対戦は、1996年6月15日の土曜日にウェンブリーで行われた。試合前に流れたスコットランドの国歌は、イングランド人観客のブーイングで完全にかき消された。前半はスコットランドがより多くのチャンスを作ったが、ほぼ互角の戦いで0-0に終わった。後半から出場したジェイミー・レドナップがイングランドに流れを引き寄せ、アラン・シアラーがヘディングシュートを決めてイングランドが先制した。76分にはゴードン・デューリーがトニー・アダムスから反則を受け、スコットランドがPKを得たが、ガリー・マカリスターのキックはデヴィッド・シーマンにセーブされた。そのすぐ後には、スコティッシュ・プレミアリーグのレンジャーズFCに在籍していたポール・ガスコインがイングランドに追加点をもたらした。後にイギリス首相に就任するスコットランド人のゴードン・ブラウンは、「ガスコインの得点は私にとってお気に入りの瞬間だ」と発言したと報じられ、スコットランドで批判を呼んだが、本人はこの発言について否定している。イングランドはグループリーグ最終戦でオランダを4-1で下し、大会史上初のグループリーグ突破を決めた（3位になったUEFA欧州選手権1968はグループリーグそのものがなかった）が、スコットランドはオランダと勝ち点(4)・得失点差(-1)で並び、得点数（オランダ3、スコットランド1）で下回ってグループリーグ敗退に終わった。ガーディアン紙は後に「イングランドサポーターの歓喜は78分のパトリック・クライファートのゴールとともに終わり、それによってスコットランドの準々決勝進出の望みも潰えた」と書いている。
| 1996年6月15日 15:00 |

| スコットランド | 0–2      | イングランド                    |
|                | (Report) | シアラー 53分 · ガスコイン 79分 |

| ロンドン, ウェンブリー 観客数: 76,684 主審: Pierluigi Pairetto |

#### EURO 2000予選
UEFA EURO 1996後には定期戦の再開が前向きに検討されたが、結局実現には至らなかった。UEFA EURO 1996後は3年間対戦機会がなかったが、UEFA EURO 2000予選では両国ともグループ2位に終わり、プレーオフで対戦が実現した。ファーストレグは1999年11月13日の土曜日にグラスゴーのハムデン・パークで行われたが、両者がスコットランドで対戦するのは10年ぶりのことであった。ポール・スコールズが2得点し、イングランドが2-0で先勝した。試合後のグラスゴー市中心部ではサポーター同士のトラブルがあり、51人が逮捕された。セカンドレグは11月17日にロンドンのウェンブリーで行われ、試合を優勢に進めたスコットランドがダン・ハッチソンの得点で先制。2点目にも迫り続けたが、最少得点差での勝利に留まり、2試合合計2-1でイングランドが本大会出場を決めた。
| 1999年11月13日 15:00 |

| スコットランド | 0–2      | イングランド          |
|                | (Report) | スコールズ 21分, 41分 |

| グラスゴー, ハムデン・パーク 観客数: 50,132 主審: マヌエル・ディアス・ベガ |

| 1999年11月17日 19:45 |

| イングランド | 0–1      | スコットランド  |
|              | (Report) | ハッチソン 39分 |

| ロンドン, ウェンブリー・スタジアム 観客数: 76,848 主審: ピエルルイジ・コッリーナ |

### FA創立150周年記念親善試合
1999年11月に行われたUEFA EURO 2000予選プレーオフ以降は13年以上も対戦機会がなかった。ブリティッシュ・ホーム・チャンピオンシップの復活や、両者の定期的な対戦を期待する声は大きかった。2006年12月、北アイルランド代表のローリー・サンチェス監督は、ブリティッシュ・ホーム・チャンピオンシップの代わりとして、スコットランド、北アイルランド、ウェールズ、アイルランド共和国が競う大会の設立を提案し、2011年には同4ヶ国が競うネイションズ・カップが初開催された。2007年にウェンブリーが再オープンした際には、イングランドがこけら落としの相手としてスコットランドを招待することを期待する声もあった が、結局実現しなかった。2007-08シーズン終了後には一度限りの親善試合が検討されたが、スコットランド代表のジョージ・バーリー監督が試合開催時期に異議を唱え、試合は行なわれなかった。スコットランドサッカー協会(SFA)の最高責任者であるゴードン・スミスは、「FAの懸念事項は両国間の対戦がフーリガニズムと結び付けられることである」と述べた。シティ・オブ・マンチェスターで行われた2007-08シーズンのUEFAカップ決勝では、レンジャーズFCのサポーターによる暴動が発生していた。2012年6月16日、FAは自らの創立150周年記念として、2013年8月にスコットランドと親善試合を行うことを発表した。2013年8月14日に行なわれた親善試合ではスコットランドが2度もリードを奪ったが、結局イングランドが3-2で勝利した。
| 2013年8月14日 20:00 |

| イングランド                                            | 3–2      | スコットランド              |
| ウォルコット 29分 · ウェルベック 53分 · ランバート 70分 | (Report) | モリソン 11分 · ミラー 49分 |

| ロンドン, ウェンブリー・スタジアム 観客数: 80,485 主審: フェリックス・ブライチ |

## 記録
イングランド代表とスコットランド代表の対戦はこれまでに110回あり、それぞれにとってもっとも多く対戦した国（地域）である。対戦成績ではイングランドがやや上回っており、イングランドが45勝、スコットランドが41勝である。引き分けが24試合あるが、スコアレスドローに終わったのは3試合しかなく、1872年から1970年までの98年間に行われた試合では必ずどちらかに得点が生まれた。イングランドは192得点を挙げており、スコットランドは169得点を挙げている。最大得点差勝利は1961年に行われたブリティッシュ・ホーム・チャンピオンシップで記録され、この試合はイングランドが6点差(9-3)で勝利した。スコットランドの最大得点差勝利は1878年に行われた試合の5点差(7-2)である。1937年にグラスゴーのハムデン・パークで行われた試合では、過去最多の観客数（149,415人）が記録され、これは観客数のヨーロッパ記録にもなった。スコットランドは初対戦からの16試合で10勝を挙げ、長らく勝利数でイングランドを上回っていた。スコットランド（約500万人）はイングランド（約5300万人）の1/10の人口しか持たないが、19世紀後半のスコットランドではパスサッカーが発達したことでイングランドより優勢に立ち、1880年代後半には「スコッチ・プロフェッサーズ」と呼ばれる優れたスコットランド人選手たちがイングランドのプロクラブで活躍した。第二次世界大戦後は圧倒的にイングランドが優勢であり、1983年のブリティッシュ・ホーム・チャンピオンシップの勝利で初めて対戦成績が逆転した。

### 公式試合一覧
スコア欄はスコットランドを左に示している。
| スコットランド勝利 | 引き分け | イングランド勝利 |
| 日付           | 場所                                             | スコア | 大会                                       |
| -------------- | ------------------------------------------------ | ------ | ------------------------------------------ |
| 1872年11月30日 | グラスゴー, ハミルトン・クレセント               | 0–0    | 親善試合                                   |
| 1873年3月8日   | ロンドン, ジ・オーバル                           | 2–4    | 親善試合                                   |
| 1874年3月7日   | グラスゴー, ハミルトン・クレセント               | 2–1    | 親善試合                                   |
| 1875年3月6日   | ロンドン, ジ・オーバル                           | 2–2    | 親善試合                                   |
| 1876年3月4日   | グラスゴー, ハミルトン・クレセント               | 3–0    | 親善試合                                   |
| 1877年3月3日   | ロンドン, ジ・オーバル                           | 3–1    | 親善試合                                   |
| 1878年3月2日   | グラスゴー, ハムデン・パーク                     | 7–2    | 親善試合                                   |
| 1879年4月5日   | ロンドン, ジ・オーバル                           | 4–5    | 親善試合                                   |
| 1880年3月13日  | グラスゴー, ハムデン・パーク                     | 5–4    | 親善試合                                   |
| 1881年3月12日  | ロンドン, ジ・オーバル                           | 6–1    | 親善試合                                   |
| 1882年3月11日  | グラスゴー, ハムデン・パーク                     | 5–1    | 親善試合                                   |
| 1883年3月10日  | シェフィールド, ブラモール・レーン               | 3–2    | 親善試合                                   |
| 1884年3月15日  | グラスゴー, カスキン・パーク                     | 1–0    | ブリティッシュ・ホーム・チャンピオンシップ |
| 1885年3月21日  | ロンドン, ジ・オーバル                           | 1–1    | ブリティッシュ・ホーム・チャンピオンシップ |
| 1886年3月27日  | グラスゴー, ハムデン・パーク                     | 1–1    | ブリティッシュ・ホーム・チャンピオンシップ |
| 1887年3月19日  | ブラックバーン, レミントン・パーク               | 3–2    | ブリティッシュ・ホーム・チャンピオンシップ |
| 1888年3月17日  | グラスゴー, ハムデン・パーク                     | 0–5    | ブリティッシュ・ホーム・チャンピオンシップ |
| 1889年4月13日  | ロンドン, ジ・オーバル                           | 3–2    | ブリティッシュ・ホーム・チャンピオンシップ |
| 1890年4月5日   | グラスゴー, ハムデン・パーク                     | 1–1    | ブリティッシュ・ホーム・チャンピオンシップ |
| 1891年4月4日   | ブラックバーン, イーウッド・パーク               | 1–2    | ブリティッシュ・ホーム・チャンピオンシップ |
| 1892年4月2日   | グラスゴー, アイブロックス・スタジアム           | 1–4    | ブリティッシュ・ホーム・チャンピオンシップ |
| 1893年4月1日   | リッチモンド, アスレティック・グラウンド         | 2–5    | ブリティッシュ・ホーム・チャンピオンシップ |
| 1894年4月7日   | グラスゴー, セルティック・パーク                 | 2–2    | ブリティッシュ・ホーム・チャンピオンシップ |
| 1895年4月6日   | リヴァプール, グディソン・パーク                 | 0–3    | ブリティッシュ・ホーム・チャンピオンシップ |
| 1896年4月4日   | グラスゴー, セルティック・パーク                 | 2–1    | ブリティッシュ・ホーム・チャンピオンシップ |
| 1897年4月3日   | ロンドン, クリスタル・パレス国立スポーツセンター | 2–1    | ブリティッシュ・ホーム・チャンピオンシップ |
| 1898年4月2日   | グラスゴー, セルティック・パーク                 | 1–3    | ブリティッシュ・ホーム・チャンピオンシップ |
| 1899年4月8日   | バーミンガム, ヴィラ・パーク                     | 1–2    | ブリティッシュ・ホーム・チャンピオンシップ |
| 1900年4月7日   | グラスゴー, セルティック・パーク                 | 4–1    | ブリティッシュ・ホーム・チャンピオンシップ |
| 1901年3月30日  | ロンドン, クリスタル・パレス国立スポーツセンター | 2–2    | ブリティッシュ・ホーム・チャンピオンシップ |
| 1902年5月3日   | バーミンガム, ヴィラ・パーク                     | 2–2    | ブリティッシュ・ホーム・チャンピオンシップ |
| 1903年4月4日   | シェフィールド, ブラモール・レーン               | 2–1    | ブリティッシュ・ホーム・チャンピオンシップ |
| 1904年4月9日   | グラスゴー, セルティック・パーク                 | 0–1    | ブリティッシュ・ホーム・チャンピオンシップ |
| 1905年4月1日   | ロンドン, クリスタル・パレス国立スポーツセンター | 0–1    | ブリティッシュ・ホーム・チャンピオンシップ |
| 1906年4月7日   | グラスゴー, ハムデン・パーク                     | 2–1    | ブリティッシュ・ホーム・チャンピオンシップ |
| 1907年4月6日   | ニューカッスル, セント・ジェームズ・パーク       | 1–1    | ブリティッシュ・ホーム・チャンピオンシップ |
| 1908年4月4日   | グラスゴー, ハムデン・パーク                     | 1–1    | ブリティッシュ・ホーム・チャンピオンシップ |
| 1909年4月3日   | ロンドン, クリスタル・パレス国立スポーツセンター | 0–2    | ブリティッシュ・ホーム・チャンピオンシップ |
| 1910年4月2日   | グラスゴー, ハムデン・パーク                     | 2–0    | ブリティッシュ・ホーム・チャンピオンシップ |
| 1911年4月1日   | リヴァプール, グディソン・パーク                 | 1–1    | ブリティッシュ・ホーム・チャンピオンシップ |
| 1912年3月23日  | グラスゴー, ハムデン・パーク                     | 1–1    | ブリティッシュ・ホーム・チャンピオンシップ |
| 1913年4月5日   | ロンドン, スタンフォード・ブリッジ               | 0–1    | ブリティッシュ・ホーム・チャンピオンシップ |
| 1914年4月4日   | グラスゴー, ハムデン・パーク                     | 3–1    | ブリティッシュ・ホーム・チャンピオンシップ |
| 1920年4月10日  | シェフィールド, ヒルズボロ・スタジアム           | 4–5    | ブリティッシュ・ホーム・チャンピオンシップ |
| 1921年4月9日   | グラスゴー, ハムデン・パーク                     | 3–0    | ブリティッシュ・ホーム・チャンピオンシップ |
| 1922年4月8日   | バーミンガム, ヴィラ・パーク                     | 1–0    | ブリティッシュ・ホーム・チャンピオンシップ |
| 1923年4月14日  | グラスゴー, ハムデン・パーク                     | 2–2    | ブリティッシュ・ホーム・チャンピオンシップ |
| 1924年4月12日  | ロンドン, ウェンブリー・スタジアム               | 1–1    | ブリティッシュ・ホーム・チャンピオンシップ |
| 1925年4月4日   | グラスゴー, ハムデン・パーク                     | 2–0    | ブリティッシュ・ホーム・チャンピオンシップ |
| 1926年4月17日  | マンチェスター, オールド・トラッフォード         | 1–0    | ブリティッシュ・ホーム・チャンピオンシップ |
| 1927年4月2日   | グラスゴー, ハムデン・パーク                     | 1–2    | ブリティッシュ・ホーム・チャンピオンシップ |
| 1928年3月31日  | ロンドン, ウェンブリー・スタジアム               | 5–1    | ブリティッシュ・ホーム・チャンピオンシップ |
| 1929年4月13日  | グラスゴー, ハムデン・パーク                     | 1–0    | ブリティッシュ・ホーム・チャンピオンシップ |
| 1930年4月5日   | ロンドン, ウェンブリー・スタジアム               | 2–5    | ブリティッシュ・ホーム・チャンピオンシップ |
| 1931年3月28日  | グラスゴー, ハムデン・パーク                     | 2–0    | ブリティッシュ・ホーム・チャンピオンシップ |
| 1932年4月9日   | ロンドン, ウェンブリー・スタジアム               | 0–3    | ブリティッシュ・ホーム・チャンピオンシップ |
| 1933年4月1日   | グラスゴー, ハムデン・パーク                     | 2–1    | ブリティッシュ・ホーム・チャンピオンシップ |
| 1934年4月14日  | ロンドン, ウェンブリー・スタジアム               | 0–3    | ブリティッシュ・ホーム・チャンピオンシップ |
| 1935年4月6日   | グラスゴー, ハムデン・パーク                     | 2–0    | ブリティッシュ・ホーム・チャンピオンシップ |
| 1936年4月4日   | ロンドン, ウェンブリー・スタジアム               | 1–1    | ブリティッシュ・ホーム・チャンピオンシップ |
| 1937年4月17日  | グラスゴー, ハムデン・パーク                     | 3–1    | ブリティッシュ・ホーム・チャンピオンシップ |
| 1938年4月9日   | ロンドン, ウェンブリー・スタジアム               | 1–0    | ブリティッシュ・ホーム・チャンピオンシップ |
| 1939年4月15日  | グラスゴー, ハムデン・パーク                     | 1–2    | ブリティッシュ・ホーム・チャンピオンシップ |
| 1947年4月12日  | ロンドン, ウェンブリー・スタジアム               | 1–1    | ブリティッシュ・ホーム・チャンピオンシップ |
| 1948年4月10日  | グラスゴー, ハムデン・パーク                     | 0–2    | ブリティッシュ・ホーム・チャンピオンシップ |
| 1949年4月9日   | ロンドン, ウェンブリー・スタジアム               | 3–1    | ブリティッシュ・ホーム・チャンピオンシップ |
| 1950年4月15日  | グラスゴー, ハムデン・パーク                     | 0–1    | ブリティッシュ・ホーム・チャンピオンシップ |
| 1951年4月14日  | ロンドン, ウェンブリー・スタジアム               | 3–2    | ブリティッシュ・ホーム・チャンピオンシップ |
| 1952年4月5日   | グラスゴー, ハムデン・パーク                     | 1–2    | ブリティッシュ・ホーム・チャンピオンシップ |
| 1953年4月18日  | ロンドン, ウェンブリー・スタジアム               | 2–2    | ブリティッシュ・ホーム・チャンピオンシップ |
| 1954年4月3日   | グラスゴー, ハムデン・パーク                     | 2–4    | ブリティッシュ・ホーム・チャンピオンシップ |
| 1955年4月2日   | ロンドン, ウェンブリー・スタジアム               | 2–7    | ブリティッシュ・ホーム・チャンピオンシップ |
| 1956年4月14日  | グラスゴー, ハムデン・パーク                     | 1–1    | ブリティッシュ・ホーム・チャンピオンシップ |
| 1957年4月6日   | ロンドン, ウェンブリー・スタジアム               | 1–2    | ブリティッシュ・ホーム・チャンピオンシップ |
| 1958年4月19日  | グラスゴー, ハムデン・パーク                     | 0–4    | ブリティッシュ・ホーム・チャンピオンシップ |
| 1959年4月11日  | ロンドン, ウェンブリー・スタジアム               | 0–1    | ブリティッシュ・ホーム・チャンピオンシップ |
| 1960年4月9日   | グラスゴー, ハムデン・パーク                     | 1–1    | ブリティッシュ・ホーム・チャンピオンシップ |
| 1961年4月15日  | ロンドン, ウェンブリー・スタジアム               | 3–9    | ブリティッシュ・ホーム・チャンピオンシップ |
| 1962年4月14日  | グラスゴー, ハムデン・パーク                     | 2–0    | ブリティッシュ・ホーム・チャンピオンシップ |
| 1963年4月6日   | ロンドン, ウェンブリー・スタジアム               | 2–1    | ブリティッシュ・ホーム・チャンピオンシップ |
| 1964年4月11日  | グラスゴー, ハムデン・パーク                     | 1–0    | ブリティッシュ・ホーム・チャンピオンシップ |
| 1965年4月10日  | ロンドン, ウェンブリー・スタジアム               | 2–2    | ブリティッシュ・ホーム・チャンピオンシップ |
| 1966年4月2日   | グラスゴー, ハムデン・パーク                     | 3–4    | ブリティッシュ・ホーム・チャンピオンシップ |
| 1967年4月15日  | ロンドン, ウェンブリー・スタジアム               | 3–2    | ブリティッシュ・ホーム・チャンピオンシップ |
| 1968年2月24日  | グラスゴー, ハムデン・パーク                     | 1–1    | ブリティッシュ・ホーム・チャンピオンシップ |
| 1969年5月10日  | ロンドン, ウェンブリー・スタジアム               | 1–4    | ブリティッシュ・ホーム・チャンピオンシップ |
| 1970年4月25日  | グラスゴー, ハムデン・パーク                     | 0–0    | ブリティッシュ・ホーム・チャンピオンシップ |
| 1971年5月22日  | ロンドン, ウェンブリー・スタジアム               | 1–3    | ブリティッシュ・ホーム・チャンピオンシップ |
| 1972年5月27日  | グラスゴー, ハムデン・パーク                     | 0–1    | ブリティッシュ・ホーム・チャンピオンシップ |
| 1973年2月14日  | グラスゴー, ハムデン・パーク                     | 0–5    | 親善試合                                   |
| 1973年5月19日  | ロンドン, ウェンブリー・スタジアム               | 0–1    | ブリティッシュ・ホーム・チャンピオンシップ |
| 1974年5月18日  | グラスゴー, ハムデン・パーク                     | 2–0    | ブリティッシュ・ホーム・チャンピオンシップ |
| 1975年5月24日  | ロンドン, ウェンブリー・スタジアム               | 1–5    | ブリティッシュ・ホーム・チャンピオンシップ |
| 1976年5月15日  | グラスゴー, ハムデン・パーク                     | 2–1    | ブリティッシュ・ホーム・チャンピオンシップ |
| 1977年6月4日   | ロンドン, ウェンブリー・スタジアム               | 2–1    | ブリティッシュ・ホーム・チャンピオンシップ |
| 1978年5月20日  | グラスゴー, ハムデン・パーク                     | 0–1    | ブリティッシュ・ホーム・チャンピオンシップ |
| 1979年5月26日  | ロンドン, ウェンブリー・スタジアム               | 1–3    | ブリティッシュ・ホーム・チャンピオンシップ |
| 1980年5月24日  | グラスゴー, ハムデン・パーク                     | 0–2    | ブリティッシュ・ホーム・チャンピオンシップ |
| 1981年5月23日  | ロンドン, ウェンブリー・スタジアム               | 1–0    | ブリティッシュ・ホーム・チャンピオンシップ |
| 1982年5月29日  | グラスゴー, ハムデン・パーク                     | 0–1    | ブリティッシュ・ホーム・チャンピオンシップ |
| 1983年6月1日   | ロンドン, ウェンブリー・スタジアム               | 0–2    | ブリティッシュ・ホーム・チャンピオンシップ |
| 1984年5月26日  | グラスゴー, ハムデン・パーク                     | 1–1    | ブリティッシュ・ホーム・チャンピオンシップ |
| 1985年5月25日  | グラスゴー, ハムデン・パーク                     | 1–0    | ラウス・カップ                             |
| 1986年4月23日  | ロンドン, ウェンブリー・スタジアム               | 1–2    | ラウス・カップ                             |
| 1987年5月23日  | グラスゴー, ハムデン・パーク                     | 0–0    | ラウス・カップ                             |
| 1988年5月21日  | ロンドン, ウェンブリー・スタジアム               | 0–1    | ラウス・カップ                             |
| 1989年5月27日  | グラスゴー, ハムデン・パーク                     | 0–2    | ラウス・カップ                             |
| 1996年6月15日  | ロンドン, ウェンブリー・スタジアム               | 0–2    | UEFA EURO 1996                             |
| 1999年11月13日 | グラスゴー, ハムデン・パーク                     | 0–2    | UEFA EURO 2000予選プレーオフ               |
| 1999年11月17日 | ロンドン, ウェンブリー・スタジアム               | 1–0    | UEFA EURO 2000予選プレーオフ               |
| 2013年8月14日  | ロンドン, ウェンブリー・スタジアム               | 2-3    | 親善試合                                   |

## クラブ同士の対戦
両国代表の対戦同様に、両国のクラブの対戦もまた、欧州カップ戦などで数多く行われている。イングランドのクラブとスコットランドのクラブの対戦は、メディアによって「バトル・オブ・ブリテン」と表現されることも多い。バトル・オブ・ブリテンの中で最も有名な試合は、1969-70シーズンのUEFAチャンピオンズカップ準決勝でのセルティックFC対リーズ・ユナイテッドAFC戦である。この試合を機にバトル・オブ・ブリテンという表現が広まった。エランド・ロードで行われたファーストレグは、アウェーのセルティックが1-0で勝利した。セカンドレグは多くの観客が見込まれたため、セルティック・パーク（増築前）ではなくハムデン・パークで行われた。ビリー・ブレムナーの得点でリーズが2試合合計1-1の同点に持ち込んだが、その後逆転したセルティックが2-1で勝利し、2試合合計3-1で勝ち上がりを決めた。1992-93シーズンのUEFAチャンピオンズリーグ予選2回戦ではレンジャーズFCとリーズが対戦したが、レンジャーズがホーム&アウェーともに勝利し、クラブ史上初の本選グループリーグ出場を決めた。1997-98シーズンのUEFAカップ1回戦ではセルティックとリヴァプールFCが対戦し、アウェーゴールルールによりセルティックが涙をのんだ。しかし、2002-03シーズンの同大会決勝では、2回戦でブラックバーン・ローヴァーズFCを、準々決勝でリヴァプールを撃破したセルティックが決勝まで勝ち上がった。セルティックとマンチェスター・ユナイテッドFCは、UEFAチャンピオンズリーグのグループリーグで短期間に2度（2006-07、2008-09） 同組となった。2009-10シーズンの同大会予選ではアーセナルFCがセルティックを2試合合計5-1で下した。2010-11シーズンの同大会グループリーグではマンチェスター・Uとレンジャーズが同組となり、オールド・トラッフォードで行われたファーストレグはスコアレスドローに終わった。デイリー・テレグラフ紙のロディー・フォーシスは「両リーグの経済的不均衡の拡大が観客数の低迷に反映されていた。レンジャーズは守備的な戦術を採用し、マンチェスター・Uは控え選手を出場させた」とコメントした。2011-12シーズンのUEFAヨーロッパリーグではハート・オブ・ミドロシアンFC（ハーツ）とトッテナム・ホットスパーFCが対戦し、2試合合計5-0でトッテナムが勝利した。2012-13シーズンの同大会予選プレーオフではハーツとリヴァプールが対戦し、2試合合計2-1でリヴァプールが本選グループリーグ出場権を獲得した。
イングランドとスコットランドのクラブは、UEFAチャンピオンズリーグやUEFAヨーロッパリーグ以外の大会でも数多く対戦している。1938年にはエンパイア・エキシビション・トロフィー(Empire Exhibition Trophy)が開催され、アイブロックス・スタジアムで行われた決勝ではセルティックがエヴァートンFCを1-0で下して優勝した。1953年には、前年のエリザベス2世戴冠を記念してコロネーション・カップが開催された。両国から強豪4クラブがトーナメント方式の大会に参加し、準決勝でイングランドのクラブを破ったセルティックとハイバーニアンFCが決勝で対戦。同国対決となった決勝はセルティックが2-0で勝利して優勝した。1955年、欧州サッカー連盟(UEFA)がUEFAチャンピオンズカップを創設した。1970年代には、アメリカの石油会社テキサコが冠スポンサーを務めるテキサコ・カップが設立され、主要なUEFA主催カップ戦の出場権を逃したクラブがトーナメント方式で優勝を競った。しかし、この大会への人々の興味はすぐに薄れ、テキサコは1974-75シーズン終了後にスポンサーを降りた。大会自体はアングロ＝スコティッシュ・カップという名称で続けられたが、1981年に廃止された。

## サポーター
イングランドとスコットランドはともにイギリスの一部であるにもかかわらず、多くのスコットランド人がイングランドの対戦相手を応援し、また多くのイングランド人がスコットランドの対戦相手を応援するという事実によって、両者のライバル意識は明白である。スコットランド人がイングランドを応援すべきかどうかは、常に白熱する議論の題材となる。スコットランドのサポーターの中には「イングランドが嫌いなら立ちあがれ」や「イングランド人が嫌いなら手を叩け」を歌う者もおり、イングランドのサポーターの中には「スコットランドが嫌いなら立ちあがれ」や「Jock（=スコットランド人）であるよりもPaki（=パキスタン人）であるほうがマシ」を歌う者もいる。しかし、国際大会でイングランドが良い成績を挙げることを願うスコットランド人も存在する。2002 FIFAワールドカップ開催直前の調査によれば、スコットランド人の1/3はイングランドを応援するつもりと回答し、イングランドの対戦相手を応援すると回答したスコットランド人はわずか1/6だった。2010 FIFAワールドカップ前の調査では両者の差が縮まり、それぞれ1/4(24%)だった。この2大会の調査で最も多かった回答は「どちらでもない」だった。

## 選手と監督

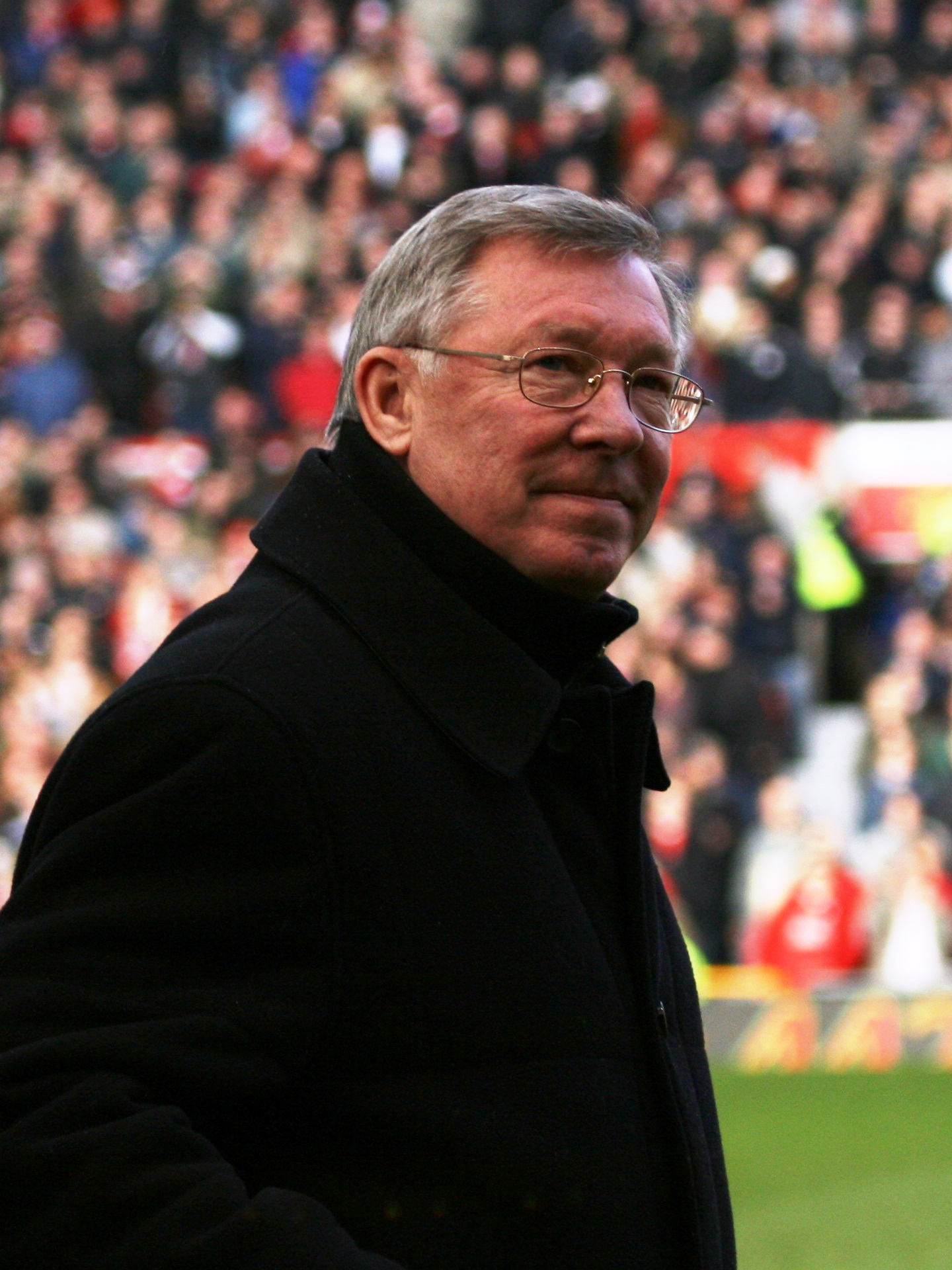
スコットランド出身でマンチェスター・U監督のアレックス・ファーガソン

そのライバル意識にかかわらず、スコットランド・イングランド間での選手・監督の往来は激しい。イングランド人選手がスコットランドのクラブでプレーすることも多いが、歴史的に、スコットランド人選手がより裕福なイングランドのクラブに移籍することが多い。イングランドの多くの名門クラブは、その歴史にスコットランド人が深く関わっている。ダブル（2冠）を達成した1960-61シーズンのトッテナム・ホットスパーFCには、ビル・ブラウン、デイヴ・マッカイ、ジョン・ホワイトの3人のスコットランド人選手がいた。デニス・ローはマンチェスター・ユナイテッドFCの歴史上第2位の得点数を挙げた。1970年代から1980年代にかけて黄金期を築いたリヴァプールFCには、ケニー・ダルグリッシュ、グレアム・スーネス、アラン・ハンセンなどのスコットランド人選手がいた。マンチェスター・Uとリヴァプールはイングランドで最も成功を収めた2クラブであるが、スコットランド人のマット・バズビー監督とビル・シャンクリー監督の功績は外せない。
スコットランドでのプレー経験がある名の知られたイングランド人選手は数少なかったが、1985年に起こったヘイゼルの悲劇に対する措置として、イングランドのクラブは5年間国際試合への参加を禁じられたため、1980年代後半には多くのイングランド人選手がスコットランドのクラブに流入し、テリー・ブッチャー、トレヴァー・スティーヴン、ゲイリー・スティーヴンス、クリス・ウッド、マーク・ヘイトリーなどの著名イングランド人選手がレンジャーズFCでプレーした。この時代のレンジャーズはマンチェスター・Uよりも裕福であり、それゆえにイングランド最大のクラブよりも高額の年俸をオファーできた しかしプレミアリーグ発足後には、レンジャーズやセルティックFCより裕福なイングランドのクラブが増加した。
近年は名のあるイングランド人選手がスコットランドでプレーすることはないが、セルティックのクリス・サットンとアラン・トンプソンは2003年のUEFAカップ準優勝に大きく貢献した。また近年は、イングランドの主要クラブへのスコットランド人選手の流入数が減少している。国際大会におけるスコットランド代表の競争力は低下し続けており、イングランド・プレミアリーグはブリテン諸島ではなく世界中からスター選手を惹きつけている。選手の枯渇とは対照的に、スコットランド人指導者はイングランド・プレミアリーグの主要クラブで地位を確立しており、アレックス・ファーガソン（元マンチェスター・ユナイテッドFC）やデヴィッド・モイーズ（マンチェスター・ユナイテッドFC）やアレックス・マクリーシュ（アストン・ヴィラFC他）などがイングランドのクラブを率いている。2010年、ファーガソン監督はイングランド代表監督就任オファーを拒否していたと発言したが、その理由のひとつとして、「スコットランド人がイングランド代表監督に就任するには凄まじく不利な条件がある」ことを挙げた。また、何人かのイングランド人監督はスコットランドのクラブで監督経験があり、ジョン・バーンズ（セルティック）やトニー・モウブレイ（セルティック）やテリー・ブッチャー（インヴァネス・カレドニアン・シッスルFC）などが知られている。イングランド出身のジョー・ベイカーは、イングランドのフットボールリーグでのプレー経験なしにイングランド代表に選出された初めて（そして唯一）の選手である。ベイカーがプレーした当時（1950年代後半から1970年代前半）は出身国の代表でしかプレーすることができなかったが、やがてこの規定が緩和され、スコットランド人の祖父母や父母がいれば、イングランド出身でもスコットランド代表でプレー可能となった。これにより、アンディ・ゴラム（1985年スコットランドA代表デビュー）やスチュアート・マッコール（1990年スコットランドA代表デビュー）はイングランド出身でありながらスコットランド代表でプレーした。